# Plouay
Plouay é uma comuna francesa na região administrativa da Bretanha, no departamento Morbihan. Estende-se por uma área de 67,14 km². Em 2010 a comuna tinha 5 853 habitantes (densidade: 87,2 hab./km²).